# Hoa hậu Hoàn vũ Tây Ban Nha 2022
Hoa hậu Hoàn vũ Tây Ban Nha 2022 sẽ là phiên bản thứ 10 của cuộc thi Hoa hậu Hoàn vũ Tây Ban Nha. Sarah Loinaz của País Vasco đã trao vương miện cho Alicia Faubel của Valencia khi kết thúc cuộc thi. Faubel sẽ đại diện cho Tây Ban Nha tại cuộc thi Hoa hậu Hoàn vũ 2022 sắp tới

## Kết quả cuối cùng
| Kết quả cuối cùng                | Thí sinh tham gia              |
| -------------------------------- | ------------------------------ |
| Hoa hậu Hoàn vũ Tây Ban Nha 2022 | - Valencia - Alicia Faubel     |
| Á hậu 1                          | - Navarra - Laura Etayo        |
| Á hậu 2                          | - Andalucía - Alexandra Cucu   |
| Á hậu 3                          | - Las Canarias - Susana Medina |
| Á hậu 4                          | - Cataluña - Paula Ortega      |
| Á hậu 5                          | - Galicia - Noemí Sartal       |

## Danh sách thí sinh tham gia
Đây là những thí sinh đã cạnh tranh danh hiệu.
| Đại diện             | Thí sinh                             | Tuổi | Chiều cao           | Quê nhà                | Thành tích                       |
| -------------------- | ------------------------------------ | ---- | ------------------- | ---------------------- | -------------------------------- |
| Andalucía            | María Alexandra Cucu Eder-Funar      | 28   | 1,80 m (5 ft 11 in) | Málaga                 | Á hậu 2                          |
| Aragón               | Carmen Altagracia Bello Pimentel     | 25   | 1,72 m (5 ft 8 in)  | Zaragoza               |                                  |
| Asturias             | Cátherine Aimée Peláez del Rivero    | 19   | 1,77 m (5 ft 10 in) | Gijón                  |                                  |
| Baleares             | Nadia Ioanna San Romá Valentín       | 28   | 1,73 m (5 ft 8 in)  | Vilanova i la Geltru   |                                  |
| Cantabria            | Elisa del Mar García Valle del Río   | 21   | 1,75 m (5 ft 9 in)  | Polanco                |                                  |
| Castilla–La Mancha   | Lidia Fernanda Brihuega Sánchez      | 21   | 1,71 m (5 ft 7 in)  | Toledo                 |                                  |
| Castilla-León        | Stéphanie Pérez Oropeza              | 27   | 1,74 m (5 ft 9 in)  | Zamora                 |                                  |
| Cataluña             | Paula Ortega Madarieta               | 27   | 1,78 m (5 ft 10 in) | Barcelona              | Á hậu 4                          |
| Ceuta                | María de la Asunción Barbour del Cid | 19   | 1,83 m (6 ft 0 in)  | Ceuta                  |                                  |
| Ciudad Capital       | Ada del Carmen Sosa de la Gándara    | 20   | 1,79 m (5 ft 10 in) | Madrid                 |                                  |
| Comunidad Extranjero | Yúdith Amelia Reyes Hidalgo          | 20   | 1,80 m (5 ft 11 in) | Los Ángeles            |                                  |
| Extremadura          | Elízabeth Margarita Pérez Franco     | 18   | 1,85 m (6 ft 1 in)  | Mérida                 |                                  |
| Galicia              | Noemí del Pilar Sartal Fernández     | 24   | 1,78 m (5 ft 10 in) | Pontevedra             | Á hậu 5                          |
| Islas Soberanas      | María del Lourdes Núñez dos Piñeiros | 18   | 1,83 m (6 ft 0 in)  | Madrid                 |                                  |
| La Rioja             | Ednyller Isabella García Leopardi    | 22   | 1,70 m (5 ft 7 in)  | Logroño                |                                  |
| Las Canarias         | Susana Lucía Medina Martín           | 23   | 1,81 m (5 ft 11 in) | Caleta de Sebo         | Á hậu 3                          |
| Madrid               | Celia Vicedo Cabeza de Vaca          | 25   | 1,74 m (5 ft 9 in)  | Madrid                 |                                  |
| Melilla              | Ana Belén Santa María Taveras        | 26   | 1,83 m (6 ft 0 in)  | Melilla                |                                  |
| Murcia               | Arianna Victoria Rausseo Káushnick   | 19   | 1,75 m (5 ft 9 in)  | Cartagena              |                                  |
| Navarra              | Laura Sofía Etayo Sánchez            | 27   | 1,80 m (5 ft 11 in) | Pamplona               | Á hậu 1                          |
| País Vasco           | Aída Miguelina Romero Rivas          | 26   | 1,73 m (5 ft 8 in)  | Donostia-San Sebastián |                                  |
| Valenciana           | Alicia Lisette Faubel de Correa      | 25   | 1,78 m (5 ft 10 in) | Alicante               | Hoa hậu Hoàn vũ Tây Ban Nha 2022 |